# Kremiće
Kremiće (Servisch cyrillisch Кремиће) is een plaats in de Servische gemeente  Raška. De plaats telt 62 inwoners (2002).